# Fékezőrakéta

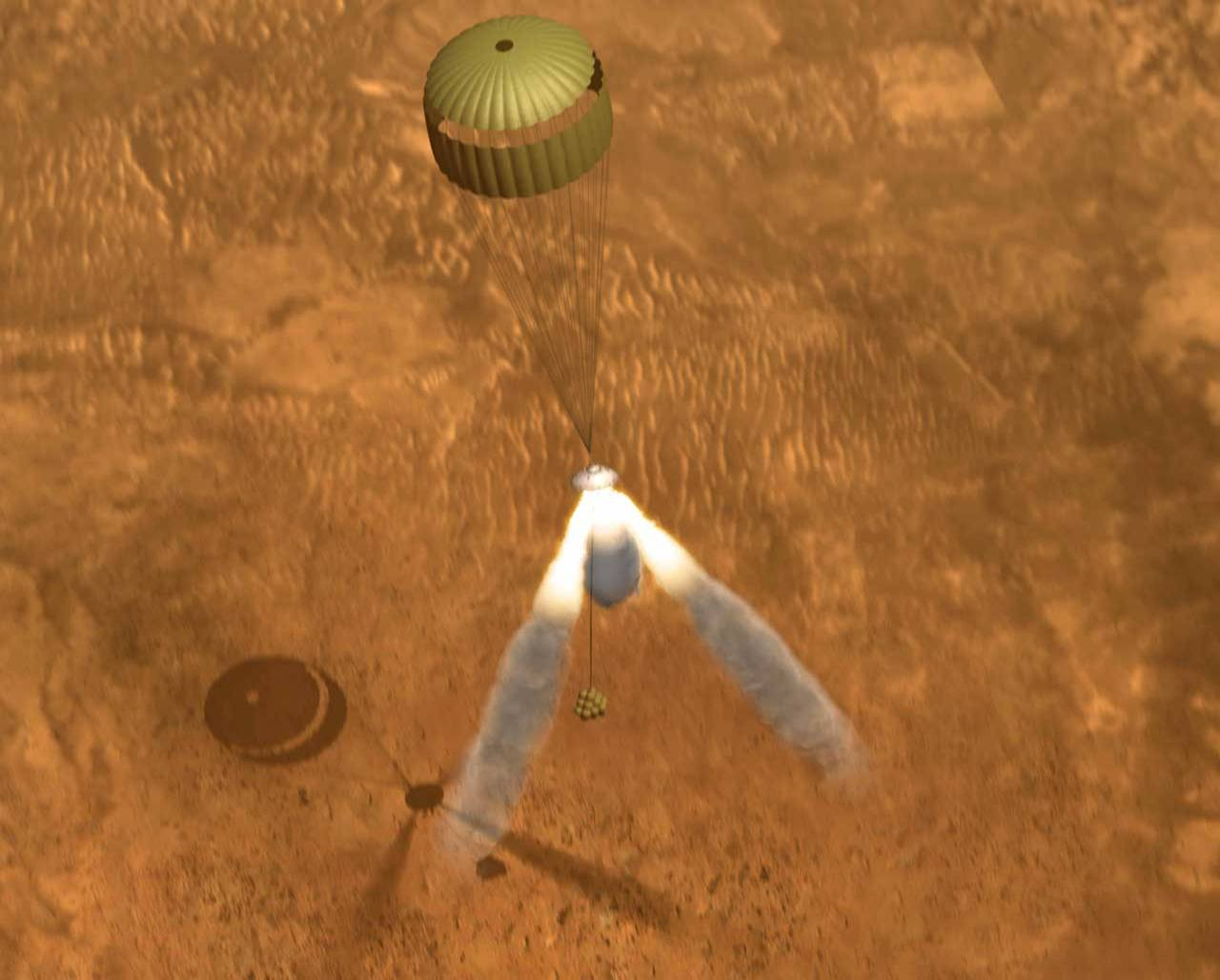
Marson leszálló űrhajó az ejtőernyős leszállás végén a fékezőrakétái segítségével végez puha landolást (számítógépes grafika)

A fékezőrakéta légköri visszatérésre, vagy alacsonyabb keringési pályára állásra készülő űreszköz lassítását végzi, illetve a földet érési sebesség csökkentésében lehet szerepe. Sok Föld körüli pályán keringő űrhajón van ilyen rakéta, ami nélkül az adott űreszköz több évig is pályán maradna. A sűrű légkörben már a levegőfékezés is lassítja az űrhajót.
A Mercury űrhajókon három fékezőrakéta volt, amelyek közül már egy is elég lett volna a visszatéréshez abban az esetben, ha a másik kettő nem működik. A Gemini űrhajókon négy ilyen rakéta volt. Az Apollo űrhajók a főhajtóművel fékeztek Föld körüli pályán. Az amerikai űrrepülőgép (Space Shuttle) a manőverező rendszerét (OMS) használta fékezésre.